# Somália (Fußballspieler, 1988)
Somália (geboren am 28. September 1988 in Rio de Janeiro; bürgerlich Wergiton do Rosário Calmon) ist ein brasilianischer Fußballspieler, der bis 2022 für Ferencváros Budapest spielte und gegenwärtig vereinslos ist.

## Karriere
Der Mittelfeldspieler spielte von 2007 bis 2011 beim Bangu AC. Von 2008 bis 2010 wurde er von Resende FC, Madureira EC, Paraná Clube und dem ungarischen Verein Ferencváros Budapest ausgeliehen. Nach 39 absolvierten Spielen bei Bangu und insgesamt 36 Spielen bei den ausleihenden Vereinen ging er zu Ferencváros Budapest. Dort absolvierte er während der Saison 2011/12 zwölf Ligaspiele und hatte bis 2015 einen festen Vertrag. Während dieser Zeit nahm er an 67 Ligaspielen teil.

## Titel und Ehrungen
Ferencváros Budapest
- Ligakupa (2013, 2015)
- Nemzeti Bajnokság (2014)
- Ungarischer Fußballpokal (2015)
- Ungarischer Fußball-Supercup (2015)